# كليف شو
جون كليفورد شو (23 فبراير 1922 -9 فبراير 1991 م) كان مبرمج أنظمة في شركة راند. وهو مؤلف مشارك في أول برنامج ذكاء اصطناعي، النظرية المنطقية، وكان أحد مطوري حل المشاكل العام (آلة حل المشاكل العالمية) ولغة معالجة المعلومات (لغة برمجة في الخمسينات). وهو يعتبر «الأب» الحقيقي للغة JOSS. وكان من أهم الأحداث التي وقعت في عملية البرمجة قيام ألين نيويل وهربرت أ. سيمون وكليف شو بوضع مفهوم تجهيز القوائم أثناء تطوير لغة IPL-V. اخترع قائمة الربط، التي لا تزال أساسية في العديد من فروع تكنولوجيا الحوسبة الحديثة.